# Cretodesmus obliquus
Cretodesmus obliquus är en mångfotingart som beskrevs av Pius Strasser 1974. Cretodesmus obliquus ingår i släktet Cretodesmus och familjen plattdubbelfotingar. Inga underarter finns listade i Catalogue of Life.